# Кхулна
Кхулна (на бенгалски: খুলনা বিভাগ) е една от 7-те области на Бангладеш. Населението ѝ е 17 252 000 жители (по изчисления от март 2016 г.), а площта 22 285 кв. км. Намира се в часова зона UTC+6 в югозападната част на страната. Административен център е град Кхулна. Област Кхулна граничи на запад с индийския щат Западна Бенгалия.